# Књига пет прстенова
Књига пет прстенова (јап. 五輪書 
Го Рин Но Шо) је дело Мусашија Мијамотоа, једног од најбољих мечевалаца и самураја. Књига је написана у једном дану, највероватније 1645, неколико недеља пре његове смрти 19. маја 1645. и предата је његовом ученику Теруоу Нобујакију.
Мусаши Мијамото се повукао 1643. године у пећину Регендо. За Јапанце је Мусаши био познат по имену Кенесеј, што у преводу значи Свети Мач. Го Рин Но Шо превазилази сваку другу библиографију о кендоу која се укоренила међу друге књиге о борилачким вештинама, зато што описује стратегију ратовања као и методу у појединачној борби између два борца која је на исти начин заснована. 
Го Рин Но Шо описује стратегију Самураја - Борца и садржи пет поглавља: Земљу, Воду, Ватру, Ветар и Празнину.
Књига је Мусашијевим речима речено „Један водич за оне који стратегију желе да упознају“. Књига је само Водич и Пут, суштина ће увек бити изнад ученика.
Мусаши је написао:
Када ви достигнете ПУТ стратегије, моћи ћете све разумети и на том Путу све видети